# James Louis Garvin

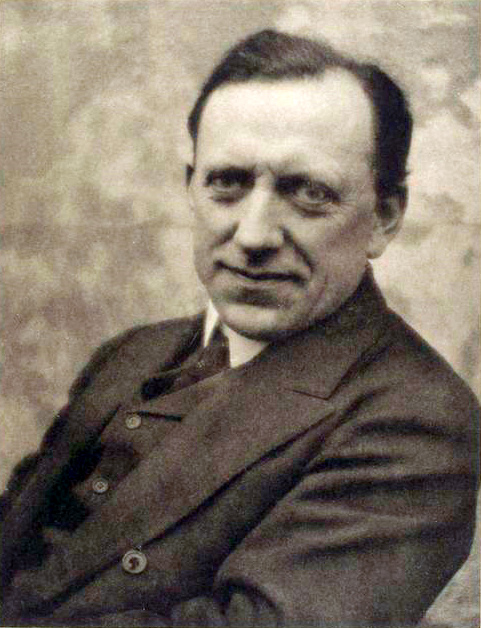
James Louis Garvin (1913)

James Louis Garvin (* 12. April 1868 in Birkenhead; † 23. Januar 1947 in Beaconsfield (Buckinghamshire)) war ein britischer Journalist, Herausgeber und Autor. 1908 erklärte sich Garvin bereit, die Herausgabe der Sonntagszeitung The Observer zu übernehmen, den Sonntagsjournalismus zu revolutionieren und die Zeitung, die damals mit finanziellen Problemen konfrontiert war, wieder in die Gewinnzone zu bringen.

## Jugend und frühe Jahre im Journalismus
Garvin wurde als jüngeres von zwei Kindern in Birkenhead geboren. Sein Vater, Michael Garvin, war ein verarmter irischer Arbeiter, der auf See starb, als Garvin zwei Jahre alt war, und ließ ihn von seiner Mutter Catherine großziehen. Obwohl er ein unersättlicher Leser war, verließ er die Schule im Alter von dreizehn Jahren und arbeitete zunächst als Bote, dann als Angestellter. Sein älterer Bruder Michael wurde Lehrer. Sein Status als Haupteinkommensquelle der Familie führte sie dazu, zuerst 1884 nach Hull und dann fünf Jahre später nach Newcastle upon Tyne zu ziehen.
Obwohl Garvin sich einer Prüfung zum Staatsdienst unterzog, sehnte er sich schon früh danach, Redakteur zu werden. Als Teenager schrieb er Briefe und Artikel für die Eastern Morning News und den Dublin Weekly Freeman, von denen viele seine frühere Befürwortung von Home Rule widerspiegelten. 1891 bewarb sich Garvin bei Joseph Cowen um eine Stelle bei der Newcastle Evening Chronicle. In einer Position als Korrekturleser und gelegentlicher Mitwirkender verbrachte Garvin die nächsten acht Jahre damit, seine Fähigkeiten als Journalist zu verbessern, wobei Cowen sein Mentor und seine Vaterfigur war. Garvin sehnte sich jedoch nach einer größeren Bühne und am Ende des Jahrzehnts wurde er regelmäßig (wenn auch anonym) zum Fortnightly Review, der dann von William Leonard Courtney herausgegeben wurde.
Garvins Ehrgeiz reichte jedoch über Newcastle upon Tyne hinaus. Durch seine Verbindung mit Courtney gewann Garvin 1899 eine führende Position als Schriftsteller für den Daily Telegraph. Als er nach London zog, brachten ihn seine Schriften über Politik und Literatur bald einen Bekanntheitsgrad. Mittlerweile hatte sich seine Politik geändert, als er Unionist und Anhänger Joseph Chamberlains wurde. Im Jahr 1904 nahm Garvin die Herausgeberschaft von The Outlook, einer wöchentlichen Veröffentlichung an, die in eine Plattform zur Förderung der Gesetzesinitiative für eine Imperial Preference von Chamberlain umfunktionierte. Obwohl The Outlook schnell einen Anstieg der Auflage und des Einflusses verzeichnete, scheitere er daran sie rentabel zu machen, was zwei Jahre später zum Verkauf der Zeitung und Garvins Austritt aus der Zeitung führte.

## Vorkriegsredaktion von The Observer

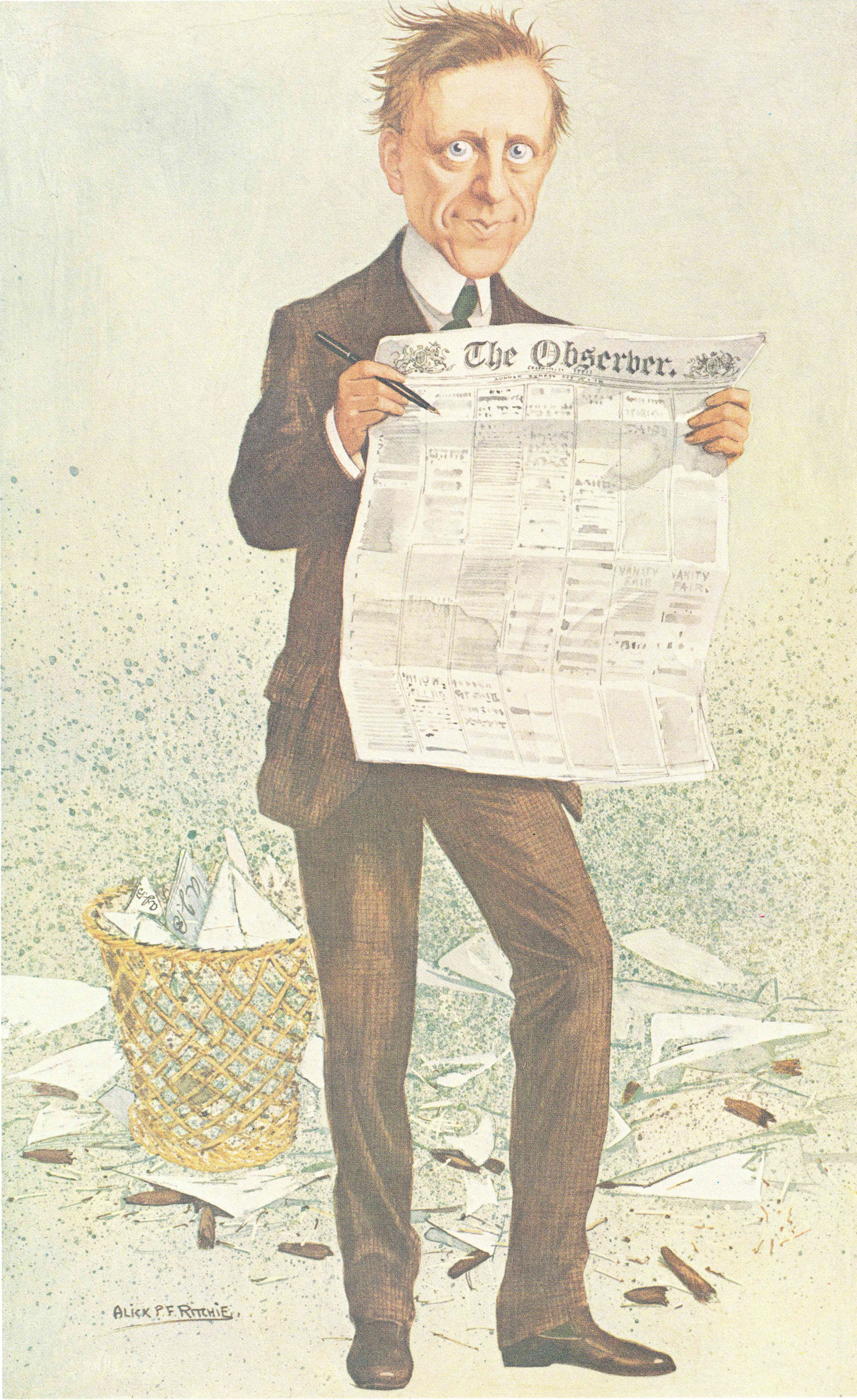
James Louis Garvin, Karikatur aus Vanity Fair, 1911

Bald nach seinem Ausscheiden aus The Outlook wurde Garvin von Alfred Harmsworth, 1. Viscount Northcliffe angesprochen. Obwohl er ein lukratives Angebot ablehnte, für Northcliffes Flaggschiff zu schreiben, hatte sich die Daily Mail 1908 verpflichtet, die Herausgabe der historischen Sonntagszeitung The Observer zu übernehmen. Das Blatt wurde erstmals 1791 veröffentlicht und hatte kurz vorher mit finanziellen Problemen zu kämpfen, die zu seiner Übernahme durch Northcliffe führten. Innerhalb von 80 Monaten hatte Garvin The Observer umgestaltet, den Sonntagsjournalismus revolutioniert und die Zeitung wieder rentabel gemacht.
Nachdem sich die Unionistenpartei noch von ihrer massiven Niederlage bei den Parlamentswahlen von 1906 erholt hatte, entwickelte sich Garvin bald zu einer dominierenden Figur in der ihrer Politik. Er nutzte The Observer als Plattform und opponierte gegen den Haushaltsentwurf, der 1909 vom Finanzminister David Lloyd George ins Parlament eingebracht worden war, und ermutigte das von der Unionisten dominierte House of Lords, ein Veto einzulegen. Als die Frage der Home Rule for Ireland („Government of Ireland Act 1914“)
zunehmend ein Thema der britischen Politik wurde, plädierte Garvin für eine föderalistische Lösung des Problems.
1911 wurde ein Gegensatz zwischen Garvin und Northcliffe an der Frage der Zollreform offenkundig. Als ihr Streit öffentlich wurde, stimmte der Pressebaron zu, die Zeitung an William Waldorf Astor zu verkaufen, der Garvins Vorschlag akzeptierte, den Besitz zu übernehmen, vorausgesetzt, dass Garvin auch die Pall Mall Gazette im Besitz von Astor redigierte. 1915 vermachte Astor die beiden Blätter seinem Sohn Waldorf als Geburtstagsgeschenk; Waldorf Astor verkaufte daraufhin die Pall Mall Gazette, die es Garvin erlaubte, seine Herausgebereigenschaft dieser Zeitung aufzugeben und sich auf die Herausgabe des The Observer zu konzentrieren.

## Erster Weltkrieg
Da Garvin sich für deutschen Kultur begeisterte, war er alarmiert über die wachsende Herausforderung, die das Deutsche Reich in der internationalen Politik gegenüber Großbritannien stellte. Durch seine Freundschaft mit dem First Sea Lord Admiral John Fisher, 1. Baron Fisher erhielt er Zugang zu Insider-Informationen über Marineangelegenheiten, mit denen er die Redakteure informierte, die ein größeres Marinebauprogramm forderten. Als 1914 der Krieg ausbrach, begrüßte Garvin Großbritanniens Beteiligung an dem Konflikt. Er stand in der Nähe vieler Machthaber, vor allem Fisher (der kurz nach Beginn des Konflikts seinen Ruhestand als First Sea Lord verlassen hatte), David Lloyd George und Winston Churchill, die in den Ruhestand gegangen waren, und hatte in dieser Zeit großen Einfluss.
Doch der Konflikt brachte Garvin eine große persönliche Tragödie ein. Zu Beginn des Krieges meldete sich sein einziger Sohn Roland Gerard Garvin (bekannt als „Ged“) beim South Lancashire Regiment an und wurde nach Frankreich verschifft. Zwar wurde zeitweilig eine Stabsstelle zugewiesen, aber kurz nach Beginn der Schlacht an der Somme kehrte Ged zu einem Kampfposten zurück und wurde Ende Juli bei einem nächtlichen Angriff auf eine deutsche Stellung getötet.
Von diesem Verlust hatte sich Garvin bis zu seinem Tode nie erholt. Er prägte viele seiner Einstellungen zu nachfolgenden Ereignissen.
Trotz seiner Verbitterung gegenüber den Deutschen glaubte Garvin an die Notwendigkeit einer gerechten Lösung des Krieges. Bald nach dem Waffenstillstand veröffentlichte er sein erstes Buch The Economic Foundations of Peace, in dem er einen nachsichtigen Vertrag und eine angloamerikanische Zusammenarbeit als Eckpfeiler für einen wirksamen Völkerbund forderte. Als die Strafbestimmungen des Vertrages von Versailles veröffentlicht wurden, verurteilte er es in einem Leitartikel, als er den Deutschen „keine wirkliche Hoffnung außer Rache“ hinterließ.

## Nach 1921
Im Jahr 1921 zog Garvin von London nach Beaconsfield (Buckinghamshire). Von dort aus arbeitete er in einem Haus, das einst dem Agenten von Edmund Burke gehörte, weiterhin als Herausgeber des The Observer und begann, an der Biografie seines Helden Joseph Chamberlain zu arbeiten. Obwohl in den frühen 1930er Jahren drei Bände der Chamberlain-Biographie veröffentlicht wurden, schrieb Garvin nie den letzten vierten Band, und das Projekt wurde nach seinem Tod von Julian Amery abgeschlossen. Während dieser Zeit war Garvin auch Chefredakteur der vierzehnten Ausgabe der Encyclopædia Britannica (1926–1932).
Garvins Größe als Schriftsteller verdeckte jedoch seinen abnehmenden Einfluss in dieser Zeit. Die Arbeit von Beaconsfield schnitt ihn vom politischen Leben der britischen Hauptstadt ab. Es entstand eine neue Generation britischer Politiker, mit denen Garvin nur wenige Verbindungen hatte. Erschrocken über den Aufstieg Adolf Hitlers in Deutschland, drängte er auf ein Programm zur Aufrüstung. Er wurde auch Befürworter des Appeasements, sowohl von Hitler, um sich Zeit für die Aufrüstung zu verschaffen, als auch von Benito Mussolini, um die Unterstützung des italienischen Führers für ein Bündnis zu gewinnen.
Garvin, der durch den Kriegsausbruch im September 1939 traurig wurde, unterstützte die Kriegsanstrengungen dennoch stark. Garvin, der von Churchills Rückkehr zur Admiralität begeistert war, bot seinem alten Freund nach seinem Amtsantritt im Mai 1940 unermüdliche Unterstützung an. Diese Unterstützung führte zu einer Kluft zwischen Garvin und Astor. Obwohl die beiden im Hinblick auf die Appeasement-Befürchtung ähnlich waren, widersprach Astor der Konzentration der Exekutive in der Kriegsregierung Churchill. Zu der Spannung kam auch der Sohn von Astor David hinzu, dessen Versuche, einen liberaleren Ton in die Zeitung zu bringen, von Garvin als Versuch betrachtet wurden, den Premierminister zu kritisieren. Als Garvin im Februar 1942 ein Editorial veröffentlichte, in dem Churchill als Verteidigungsminister sowie als Premierminister im Amt blieb, betrachteten die Astors den Vertrag als Vertragsbruch und forderten den Rücktritt von Garvin.
Garvin erhielt schnell ein Angebot von Lord Beaverbrook, eine wöchentliche Kolumne für seine Zeitung, den Sunday Express, zu schreiben. Im Januar 1945 wechselte er zum The Daily Telegraph und schrieb eine wöchentliche Kolumne bis kurz vor seinem Tod im Alter von 78 Jahren an einer Lungenentzündung.

## Persönliches Leben
Garvin war zweimal verheiratet. 1894 heiratete er Christina Ellen Wilson, die ihm seinen Sohn Ged und vier Töchter gebar: Viola, Una, Katherine und Ursula. Nach Christinas Tod im Jahr 1918 heiratete Garvin Viola Woods (geb. Taylor), die ehemalige Frau des konservativen Politikers  Maurice Henry Woods.

## Werke
- The Economic Foundations of Peace: or world partnership as the truer basis of the League of Nations. Macmillan and Co. 1919.
- The Life of Joseph Chamberlain. Macmillan and Co. 1932 drei von vier Bänden.